# Sisyrinchium marchioides
Sisyrinchium marchioides är en irisväxtart som beskrevs av Pierfelice Ravenna. Sisyrinchium marchioides ingår i släktet gräsliljor, och familjen irisväxter.
Artens utbredningsområde är Paraguay. Inga underarter finns listade i Catalogue of Life.